# Высоцкий монастырь
Высо́цкий ставропигиальный мужской монасты́рь — православный ставропигиальный мужской монастырь Русской православной церкви, основан в XIV века вблизи города Серпухова, — один из старейших на Руси и в Подмосковье. Он входит в число девяти обителей, основанных преподобным Сергием Радонежским. Центр паломничества к иконе Божией Матери «Неупиваемая Чаша» (почитается избавляющей от алкоголизма и наркомании).

## История

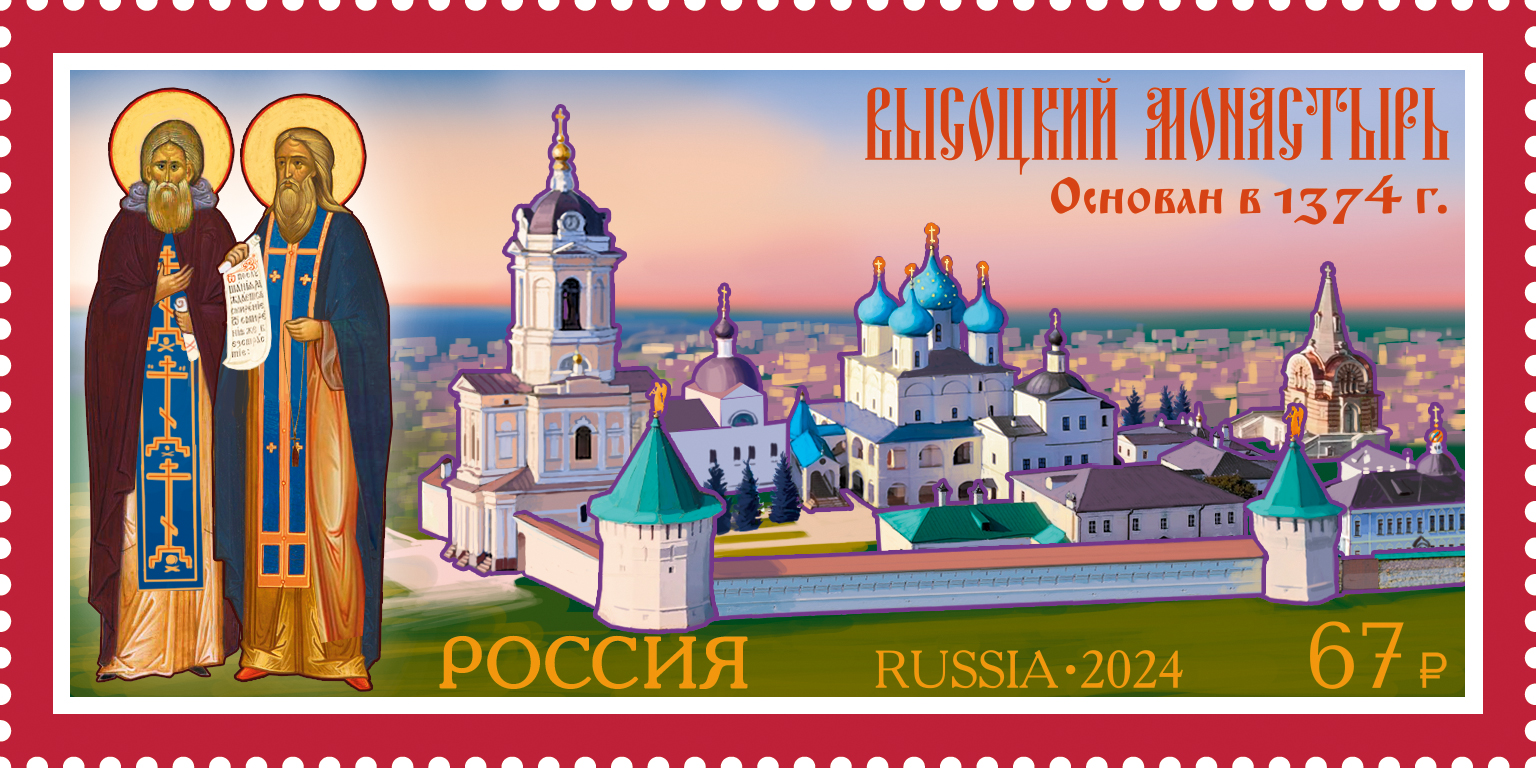
Марка Почты России 2024 года. Серия «Монастыри Русской православной церкви». Высоцкий монастырь

Летом 1373 года золотоордынские полки хана Мамая подвергли жестокому нападению Рязанское княжество, после чего возникла спешная необходимость усиления обороны и, в первую очередь, прикрытия важнейшего пути со средней Оки к Москве, проходившего через старое село Серпуховское, вотчине князя Владимира Андреевича Храброго. Место древнего поселения было обнесено стеною, и было принято решение о строительстве монастыря. Строительство монастыря было частью программы по укреплению границ княжества и княжеской резиденции на Оке.
Монастырь основан серпуховским князем Владимиром Храбрым по благословению преподобного Сергия Радонежского в 1374 году. Впервые упоминается в Симеоновской летописи XV века:
Того же лѣта пакы тотъ же христолюбивыи князь Володимеръ Андрѣевичь помысли въ собѣ мысль благу, яже о святѣи и церкви Болжіи, и яже о манастырскомъ устроеніи; благодатію же Божіею не токмо помыслы, но и дѣломъ сътвори. Въсхотѣ възградити собѣ манастырь въ Серпоховѣ на Высокомъ и въсхотѣвъ създати богомолью…
Как управляющий городом Радонежем князь Владимир Храбрый обратился с просьбой о благословении и за помощью в устройстве монастыря к преподобному Сергию Радонежскому. По приглашению князя преподобный Сергий со своим учеником Афанасием пешком пришли в Серпухов и выбрали место для будущего монастыря. Выбранное место было расчищено, и преподобный Сергий совершил на нём молитву. Для строительства обители Сергий по просьбе князя оставил своего ученика.
Преподобный Афанасий Высоцкий старший ревностно принялся за строительство монастыря. Число насельников росло. В их числе появились достойные ученики, просиявших впоследствии своей святостью: Никон Радонежский (будущий преемник по настоятельству преподобного Сергия) и с 1375 года Афанасий Высоцкий младший. В монастыре стало бурно развиваться книгописание. Это направление благодаря Высоцкой обители скоро приобрело значение центра Византизма на Руси.
Из Высоцкого монастыря происходит так называемый Высоцкий чин — деисусный чин, стиль которого, как считается, оказал некоторое влияние на иконописную манеру Андрея Рублёва. Сведения позднейших насельников монастыря о существовании там ещё во времена Дмитрия Донского каменного храма новейшими исследованиями не подтверждаются.
В сентябре 1380 года на Куликовом поле русское воинство одержало великую победу над Золотой Ордой. Исход решил засадный полк, которым командовал серпуховский князь Владимир Андреевич, прозванный Храбрым и Донским. По возвращении с битвы благоверный князь захоронил в стенах Высоцкой обители останки воинов-серпуховичей и в их числе сорок бояр. Над братской могилой в память великой победы был воздвигнут белокаменный собор в честь Зачатия Пресвятой Богородицы святой праведной Анной, а также каменная церковь-трапезная для братии в благодарность за молитвенный подвиг. Место погребения воинов можно увидеть в подклете Зачатьевского собора.
Весной 1381 года монастырь вновь посетил преподобный Сергий. Он сопровождал святителя Киприана, прибывшего на Высокое для освящения Зачатьевского собора и каменной церкви-трапезной в честь Покрова Пресвятой Богородицы.
В августе 1382 года хан Тохтамыш двинулся на Русь. Первый удар принял Серпухов и Высоцкий монастырь, которые были ограблены и разорены.
В 1387 году преподобный Афанасий Высоцкий старший вместе со святителем Киприаном отбыл в Царьград с целью списания богослужебных книг для Русской православной церкви, и вторым игуменом Высоцкого монастыря стал святой преподобный Афанасий Высоцкий младший, который ныне почитается как небесный покровитель Серпухова.
В 1395 году, по смерти Афанасия младшего, настоятельство перешло преподобному Никите, сроднику и ученику Сергия. Преподобный Никита успешно управлял обителью в течение 19 лет и имел, по упоминаниям Иосифа Волоцкого, сан архимандрита, который в те года присваивался настоятелям только наиболее значительных монастырей.
В 1408 году, после набега Едигея, монастырь вновь подвергся разорению, но благодаря стараниям Никиты был восстановлен.
Время управления монастырём первыми тремя святыми настоятелями составило его святое сорокалетие и вошло в историю древней Высоцкой обители как самая драгоценная страница.
В дальнейшем история монастыря тесно связана с историей Серпухова. Город и обитель часто подвергались нападению неприятелей, под монастырём часто устраивались смотры войск, на которых обычно присутствовали цари, великие князья, бояре и воеводы. Высоцкую обитель нередко посещали знать и сам царь. Для таких случаев в монастыре имелись особые «царские палаты». Именитые лица часто передавали крупные денежные пожертвования, вотчины с пашнями и лесами, жертвовали редкие в то время богослужебные книги, сосуды, облачения и прочее. В XVI веке в обители были построены Никольский и Сергиевские храмы, придел в честь Рождества Богородицы и галерея вокруг собора.
К середине XVI века к монастырю было приписано четыре погоста, 89 деревень, Высоцкий бор.
В 1542 году царь Иван Грозный дал грамоту, что за монастырём утверждались права суда над крестьянами в своих вотчинах, на добывание железной руды на монастырских землях, на охрану монастырских лесов от произвольной порубки.
В 1556, 1571 и 1574 годах обитель посещал царь Иван IV Васильевич Грозный.
Грамотой 1570 года с лавок монастырских крестьян не взимали пищальные деньги.
Весной 1571 года монастырь вновь разорил крымскотатарский хан Девлет-Гирей, грабя и оскверняя храмы.
Льготной грамотой 1572 года разорённый монастырь освобождался от уплаты налогов и податей на пять лет.
В феврале 1610 года монастырь сожжён был войсками польского полковника А. Млоцкого, затем снова восстановлен.
С воцарением на Русском престоле царя Михаила Фёдоровича Романова, для монастыря настало время благоденствия и возрождения. Наиболее щедрые пожертвования поступали от представителей рода Нарышкиных, вотчина которых находилась на серпуховской земле, и особенно от царицы Наталии Кирилловны, матери императора Петра I. К концу XVII века на пожертвования Нарышкиных и других вкладчиков многие храмы и иконостасы обновились. Имелась богатейшая ризница и библиотека из редких книг. В 1627 и 1628 годах патриарх Московский Филарет пожертвовал книги, деревянный резной крест и деньги. Вкладчиками монастыря были землевладельцы Серпуховского и соседних уездов: князья и бояре Воратынские, Ахамашуковы-Черкасские, Засекины, Лобановы-Ростовские, Лыковы, Сонцовы, Патрикеевы, Тутолмины, Шишкины, Бутурлины, Воейковы и другие. На средства царского стольника князя О. В. Засекина в 1697 году устроен иконостас Покровского храма.
В 1647 году для обеспечения обороны от крымских ханов царь Алексей Михайлович повелел архимандриту Пафнутию поставить каменную ограду, дав на её сооружение 1000 рублей, и к концу XVII века монастырь обзавёлся каменной стеной с башнями.
В 1678 году к монастырю было приписано 400 дворов, и доход составлял 90 рублей. В 1700 году за ним числилось 379 дворов, в 1744 году приписано было 2963 крестьянина.
В XVII — начале XVIII века к монастырю приписаны были: Серпуховской Владычный монастырь, две часовни на реке Наре и Тульском тракте. В Москве на Пятницкой улице монастырь имел деревянное подворье. Монастырь владел обширными вотчинами: Заборье, Игумново, Борисово, Бутурлино, Гольцы, Нефедово, Собакино, Стромилово, Новинки, Ивановское, Паниково, Дракино, Мартьяново, Арнеево, Княгинино, а также мельница на Наре и другие.
Проезжая через Серпухов в XVIII веке, Андрей Болотов обратил особое внимание на эту обитель и на расположенный за Нарой Введенский Владычный монастырь:
При самом уже везде в оный [город] любовался я величественным видом монастыря Высоцкого, представшим взору моему посреди широкого отверстия между двух густых и высоких лесов, украшавших собою холм сей уже многие столетия и видевших праотцов наших. Не менее того утешался я красивостью другого такого ж сограждения, за рекою Нарою, под большим сосновым бором предками воздвигнутого, и дивился усердию и особливой охоте древних россиян к созиданию сих памятников набожности их. Первый из них и поныне еще разрушающая все рука времени пощадила от разрушения; в нем и поныне еще обитают черноризцы, посвятившие жизнь свою возсыланию безпрерывных молений ко Творцу всех тварей.
Со второй половины XVIII века, при введении императрицей Екатериной II штатов для монастырей благосостояние обители стало падать. По указу 1764 года о секуляризации церковных владений монастырь лишился своих вотчин и перешёл на государственное содержание по штату и на пожертвования. К этому времени в монастыре проживали: архимандрит Иннокентий, 70 насельников, 57 человек приказных и разных служителей, 22 военных инвалида.
С начала XIX века благосостояние обители вновь стало расти: реставрировались старые храмы, строились новые. Поток паломников увеличился. В монастыре были открыты школа для мальчиков и больница.
Около 1840 года была сооружена трёхъярусная колокольня (взамен старой, рухнувшей от времени), во втором ярусе которой располагался храм во имя Трёх Святителей и Учителей вселенских Василия Великого, Григория Богослова и Иоанна Златоуста. Освящение этой церкви в 1843 году совершил митрополит Московский Филарет.

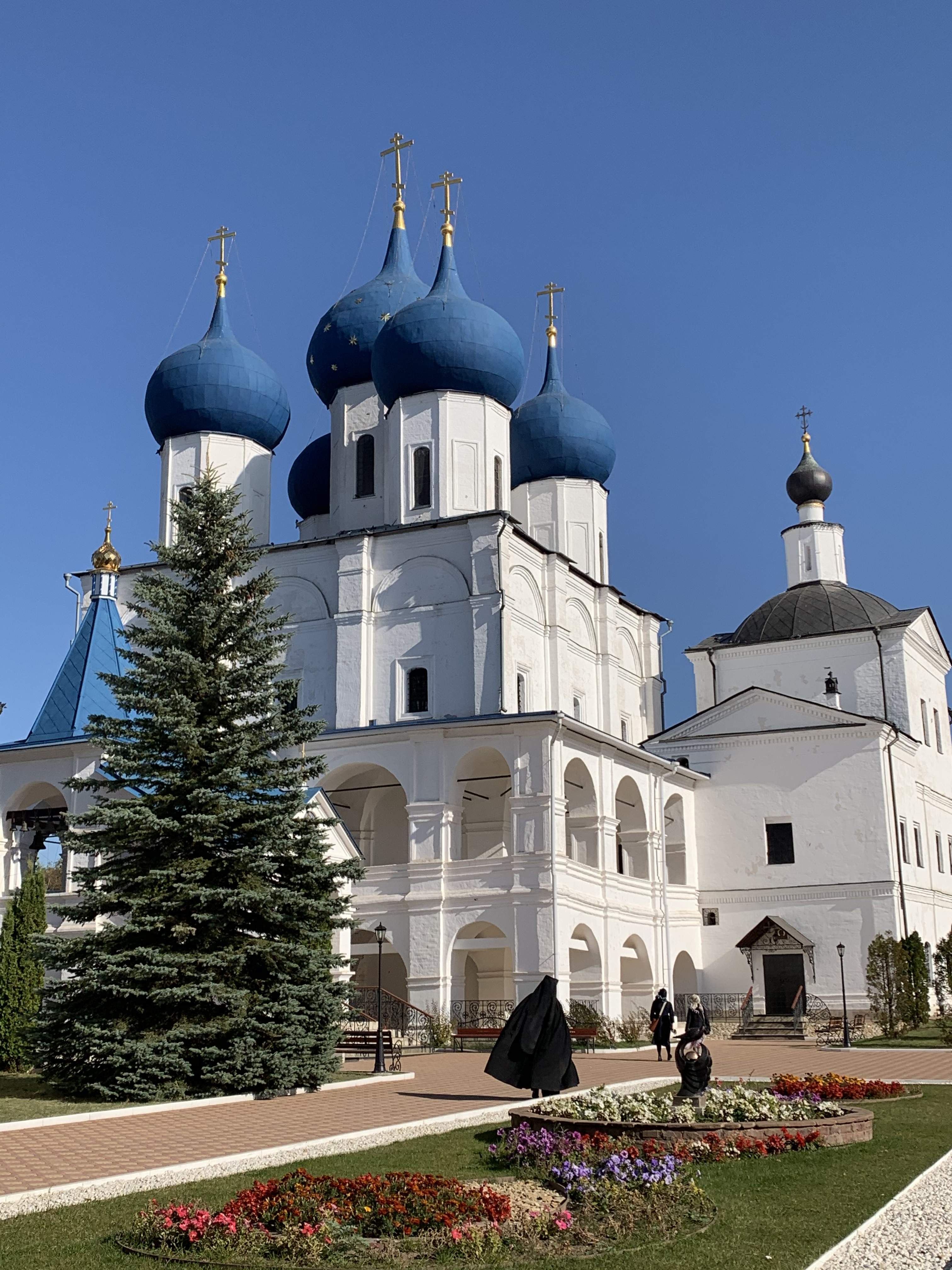
Зачатьевский собор Высоцкого монастыря (2020)

В 1872 году была расширена Покровская церковь за счет пристройки с северной стороны придела во имя Похвалы Пресвятой Богородицы, существовавшего ранее при монастырской больнице, здание которой разобрали.
В 1878 году в память 500-летия обители над местом погребения преподобного Афанасия младшего был воздвигнут величественный храм во имя преподобных Афанасия Афонского и Сергия Радонежского, вместо старой деревянной церкви, построенной в 1697 году на пожертвования бояр Нарышкиных.
В 1896 году на средства фабриканта Николая Коншина по проекту архитектора Романа Клейна был построен в византийском стиле храм во имя Всех Святых с семейной усыпальницей храмоздателя в нижнем этаже.
В монастыре имелась богатейшая ризница, располагавшаяся в Зачатьевском соборе над Никольским храмом. Среди прочего там хранились две ризы, принадлежащие преподобному Сергию Радонежскому, покрывала и пелена, вышитые старинной русской вышивкой XVII века, более 20 напрестольных крестов — серебряных и вызолоченных, резных кипарисовых и др., различная церковная утварь, митры настоятелей обители. В обители имелись множество замечательных икон. Среди них выделялись семь икон знаменитого Высоцкого чина византийского письма, присланные из Константинополя в 1395 году преподобным Афанасием Высоцким старшим для иконостаса Зачатьевского собора, которые находились над Царскими вратами до 1920 года. Ныне шесть из них находятся в Третьяковской галерее и одна в Русском музее.

## Современная история
В ноябре 1918 года обитель заняла 4-я рота 5-го Земгальского Латышского стрелкового полка. Около года под стенами монастыря латышские красные стрелки расстреливали заподозренных в дезертирстве и пособничестве старой власти. После ухода Латышского полка часть монастыря отошла под лагерь для содержания пленных и заподозренных в сочувствии к царской власти. В небольшой части монастыря насельники вели церковные службы.
Летом 1924 года монастырь посетил патриарх Тихон, который совершил службы.
В 1928 году власти закрыли Высоцкий монастырь, за исключением Покровского собора, в котором, как в приходской церкви, совершались богослужения. Многие монахи в 1928—1931 годы были арестованы и отбывали наказания в разных лагерях.
В 1931 году монастырь полностью прекратил свою деятельность и был закрыт. Архитектурный ансамбль монастыря использовали, как и другие бывшие монастыри. В течение 50 лет здесь размещались организации и учреждения, казармы, склады, гаражи, коммунальные квартиры и загоны для скота. В это же время были разрушены три башни и большая часть стен. Монастырский комплекс ветшал, и в нём были начаты ремонтные работы, в ходе которых в 1967 году был снесён «как не имеющий исторической и культурной ценности» храм в честь преподобных Афанасия Афонского и Сергия Радонежского (в настоящее время на его месте выстроено крытое крыльцо в древнерусском стиле с маковкой и крестом).
25 марта 1991 года Священный синод Русской православной церкви принял решение об открытии и возрождении Серпуховского Высоцкого мужского монастыря. Первые службы проходили в маленькой церкви во имя Трёх Святителей. Единственным храмом, пригодным для зимнего богослужения, оказался Никольский храм XVI века, используемый в советское время под пилораму.
В 1992 году начались работы по восстановлению Покровского храма, пришедшего к этому времени в аварийное состояние. 9 июля 1993 года был освящён придел в честь Похвалы Пресвятой Богородице, 8 сентября 1994 года — главный престол в честь Покрова Пресвятой Богородицы. В этом же году 24 сентября были обретены святые мощи преподобного Афанасия Высоцкого младшего.

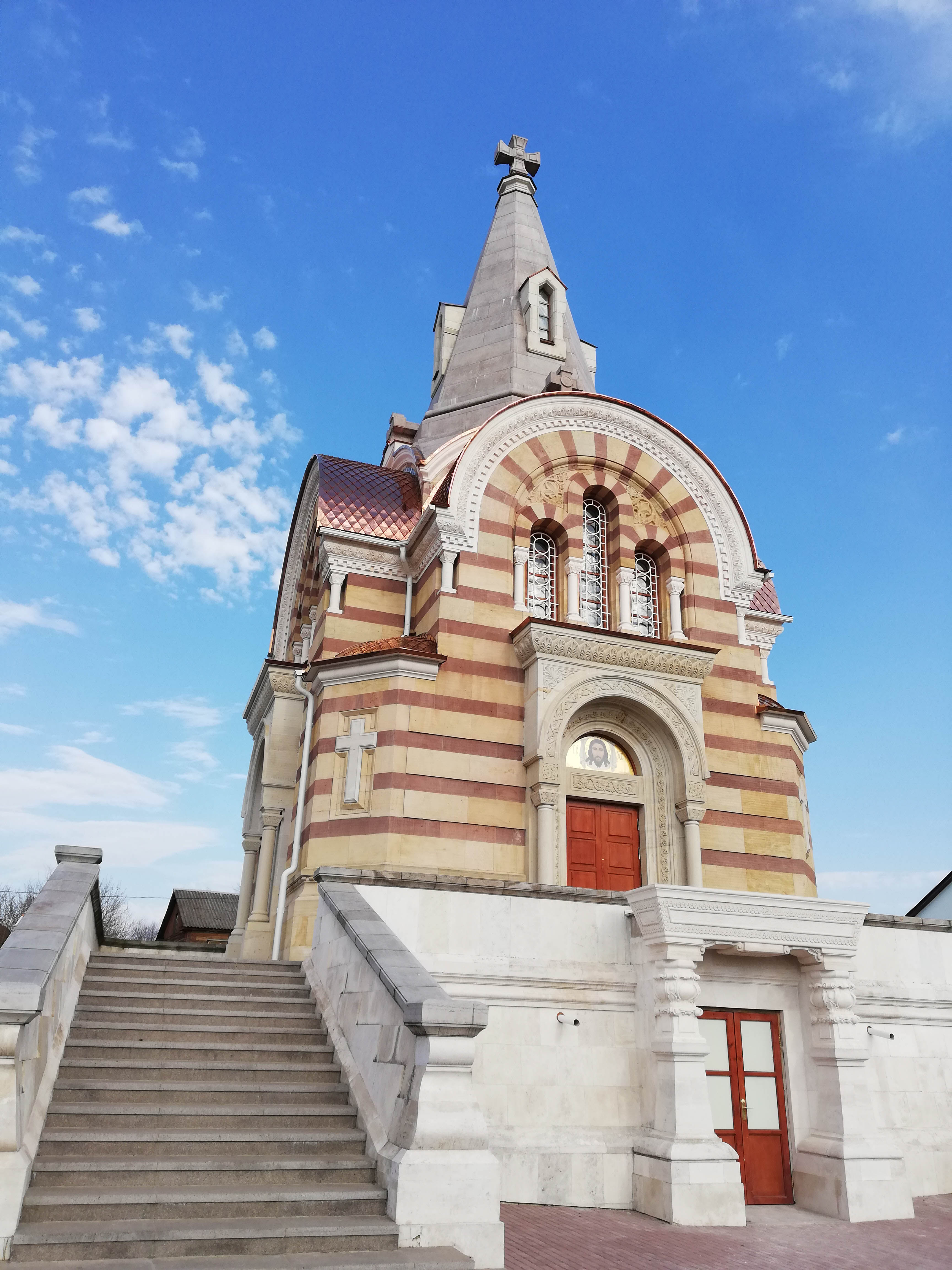
Храм Всех Святых в 2021 году

25 сентября 1995 года, в день 600-летия со дня преставления преподобного Афанасия Высоцкого младшего, монастырь посетил патриарх Алексий II.
В начале 1996 года начались восстановительные работы в Сергиевом храме.
В 1998 году в отреставрированном корпусе была освящена домовая церковь в честь иконы Божией Матери «Скоропослушница».
С 2001 года начались восстановительные работы в храме во имя Всех святых. В послереволюционное время могилы в его усыпальнице были вскрыты и разграблены. Храм находился в аварийном состоянии.
17 июня 2021 года Священный Синод постановил преобразовать действующий на территории Подольской епархии Высоцкий мужской монастырь города Серпухова в ставропигиальный монастырь.

## Святыни монастыря
В Высоцкой обители собрано множество святынь, благоговейно почитаемых верующими.
Особое место занимает чудотворный образ Божией Матери «Неупиваемая Чаша», который находится в Покровском храме. В левой нижний угол иконы вставлен ковчежец с частицей пояса Пресвятой Богородицы. Образ прославлен многими чудесами и исцелениями, в основном, от страстей винопития, наркомании и табакокурения.
В Покровском храме почивают также мощи второго игумена монастыря преподобного Афанасия Высоцкого младшего, от которых страждущие получают благодатную помощь. В этом же храме находится древний чудотворный образ XV века великомученика и Победоносца Георгия новгородского письма, сопровождавший в прошлом Серпуховское ополчение в военных походах. Икона «Николы Можайского» XIV века, «Николая чудотворца» XV века, а также иконы XVII века.
В обители собрано более 200 частиц мощей различных угодников Божиих, прославленных от первых веков христианства до новомучеников Российских. Наиболее крупные частицы мощей хранятся в алтаре Покровского храма в особых ковчегах, среди которых выделяется серебряный ковчег в форме митры с частями мощей Сергия Радонежского. В обители имеются ковчеги с мощами: святой правоверной Анны (матери пресвятой Богородицы); апостолов Луки, Андрея Первозванного, Матфея, Марка и Фомы; Пантелеимона; Марии Магдалины; Иоанна Предтечи; Ростовских святителей: Авраамия, Исаии, Димитрия Ростовского; князей Александра Невского и Даниила Московского; царя Константина, князя Владимира; Николая Чудотворца; Василия Великого; великомученика Георгия; святых Никиты, Варвары, Татианы и Екатерины; Ефрема Сирина; Германа Аляскинского (дар патриарха Алексия II); около 50 мощей Киево-Печерских угодников; Оптинских старцев и многих других угодников Божиих.
Хранятся части Древа Животворящего Креста Господня, часть Гроба Господня, частица Гвоздя Распятия Христова, вделанная в шляпку точной серебряной копии Гвоздя, хранящегося в музее Московского Кремля.
Личные вещи святого Иоанна Кронштадтского: потир, епитрахиль, требный крест и книга «Солнце правды» с его дарственной надписью.
Часть рубашки преподобного Серафима Саровского, обагрённая кровью, когда от был избит разбойниками до полусмерти, и многое другое.
В обширном некрополе монастыря погребены представители известных дворянских родов, в частности, такие известные деятели, как первый русский канцлер Гаврила Головкин и мореплаватель и гидрограф Фёдор Соймонов, надгробие которого утрачено.

## Настоятели
- Афанасий Старший (1374—1382)
- Афанасий Младший (1382—1395)
- Никита (1395—1414)
- Андроник
- Александр
- Савва
- Евфимий
- Иосиф
- Пимен
- Иосиф
- Феодосий
- Иона
- Сергий
- Иосиф
- Тарасий
- Алиппий
- Тарасий
- Геннадий
- Фаддей
- Игнатий (1468)
- Маркелл
- Мартирий
- Лаврентий
- Михаил
- Илия
- Михаил
- Власий
- Герасим
- Борис
- Геннадий
- Спиридон
- Иосиф
- Евсевий
- Дионисий
- Иона
- Антоний
- Киприан (1542)
- Паисий (1551)
- Агапит (1571)
- Иосиф Чудовской (1576)
- Кирилл,
- Паисий,
- Феодосий (1601)
- Иосиф (1614—1618)
- Иосиф
- Иона (1621)
- Антоний (1624—1632)
- Дионисий
- Иов
- Леонид (1652)
- Пафнутий (1657)
- Герасим
- Зосим (1660)
- Александр (1679—1681)
- Иосиф (1686)
- Герасим (1702—1737)
- Макарий (1737—1743)
- Иосиф (Корнилов) (1743—1761)
- Иннокентий (1761—1778)
- Геннадий (1778—1789)
- Стефан (1789—1792)
- Иосиф (1792—1798)
- Ананий (1798—1802)
- Мельхиседек (1802—1814)
- Неофит (1814—1815)
- Дамаскин (Россов) (1815—1816)
- Гермоген (1816—1817)
- Вениамин (1817—1818)
- Феоктист (Орловский) (1818—1820)
- Гавриил (1820—1821)
- Амвросий (1821—1827)[15]
- Арсений (1827—1828)
- Амвросий (1828—1842)
- Мельхиседек (1842—1850)
- Евстафий (1850—1851)
- Гедеон (1851—1852)
- Сергий (1852—1861)
- Константин (1861—1870)
- Мелетий I (1870—1879)
- Мелетий II (1879—1881)
- Иннокентий (1881—1896)
- Тихон (1896-?)
- Пантелеимон (?-1928)
- Иосиф (Балабанов) (1991—1999)
- Кирилл (Костиков) (1999—2011)
- Роман (Гаврилов) (с 2011)

## Храмы

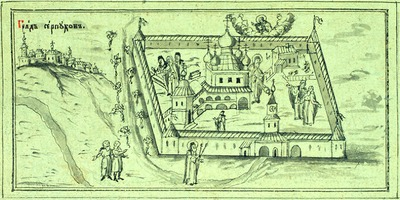
На зарисовке XIX века

- Зачатьевский собор, постройка времён Бориса Годунова[16] на высоком подклете с опоясывающей открытой двухъярусной галереей (гульбищем) и пятью крупными главами. Своды и купола переложены в 1697 году на средства Л. К. Нарышкина. Первоначальная роспись практически не сохранилась за записями 1800 и 1899 годов.
- Трапезный одноглавый храм Покрова Пресвятой Богородицы (конец XVII века на подвалах XVI века) с обширным северным приделом Похвалы Пресвятой Богородицы (1872—78), в 1834 году обновлён и перестроен, в советское время обезглавлен, отремонтирован в 1990-е годы.
- Церковь Сергия Радонежского, небольшая трёхэтажная пристройка к собору, заменившая собой в конце XVII века Никольский придел.
- Колокольня с надвратным храмом Трех Святителей (1831—40, архитектор Д. Ф. Борисов[17])
- Храм Всех Святых (1896), выстроенный в русском стиле по проекту Р. Клейна на средства Н. Н. Коншина — родовая усыпальница Коншиных[18].
- В паломническом корпусе оборудована церковь иконы Божией Матери «Неупиваемая Чаша».
- В настоятельском корпусе действует церковь иконы Божией Матери «Скоропослушница».
- Церковь Афанасия Афонского и Сергия Радонежского снесена в 1967 году.

У монастыря с 1853 года имеется подворье на бывшем Тульском тракте — часовня Иверской Богоматери.

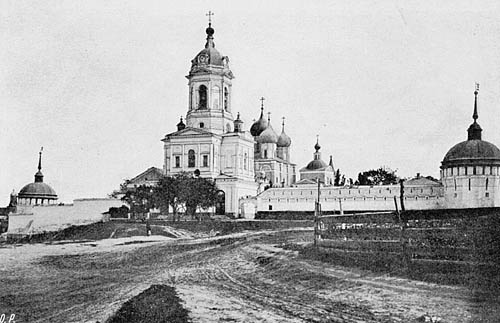
Высоцкий монастырь в 1905 году
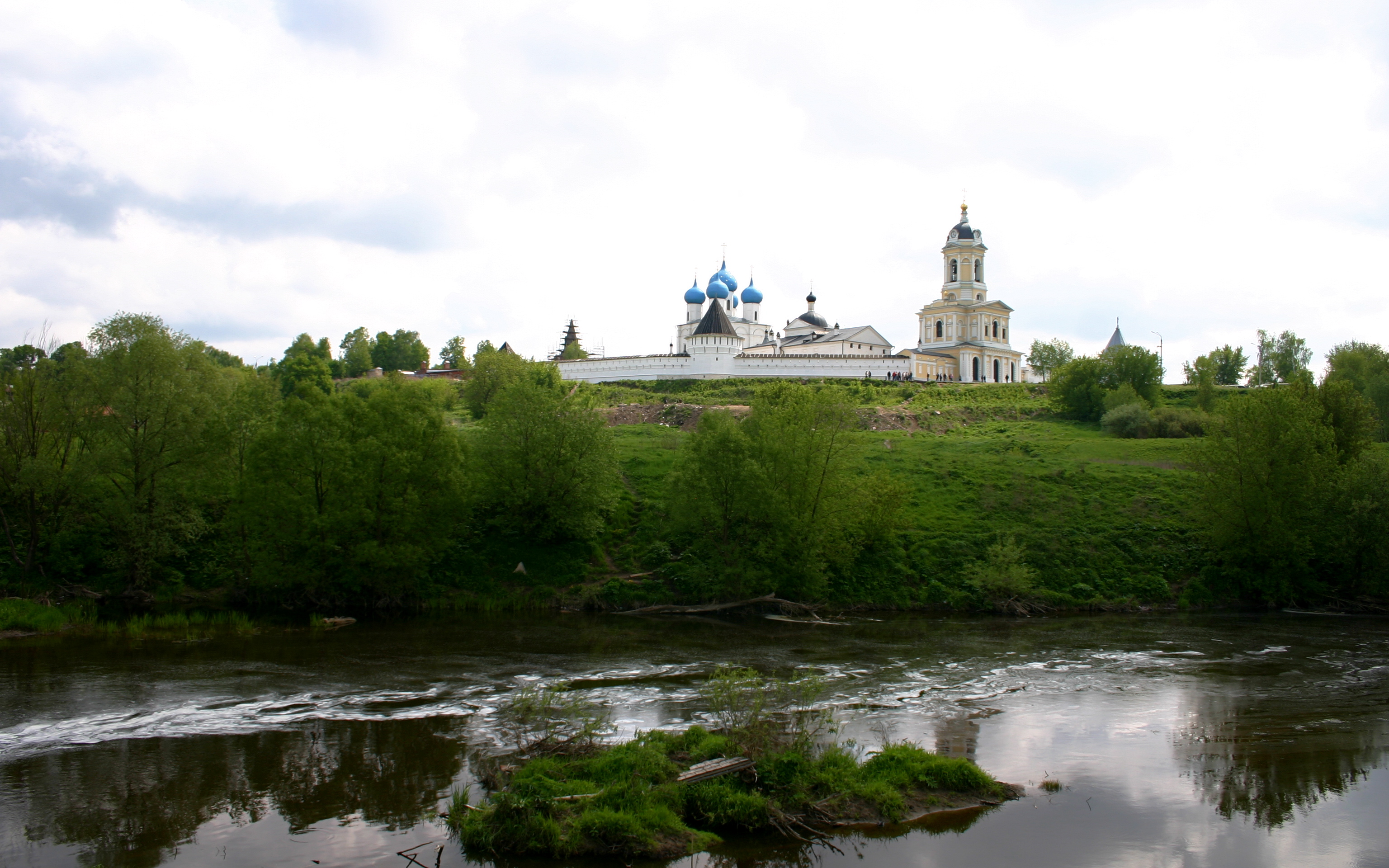
Общий вид в 2008 году
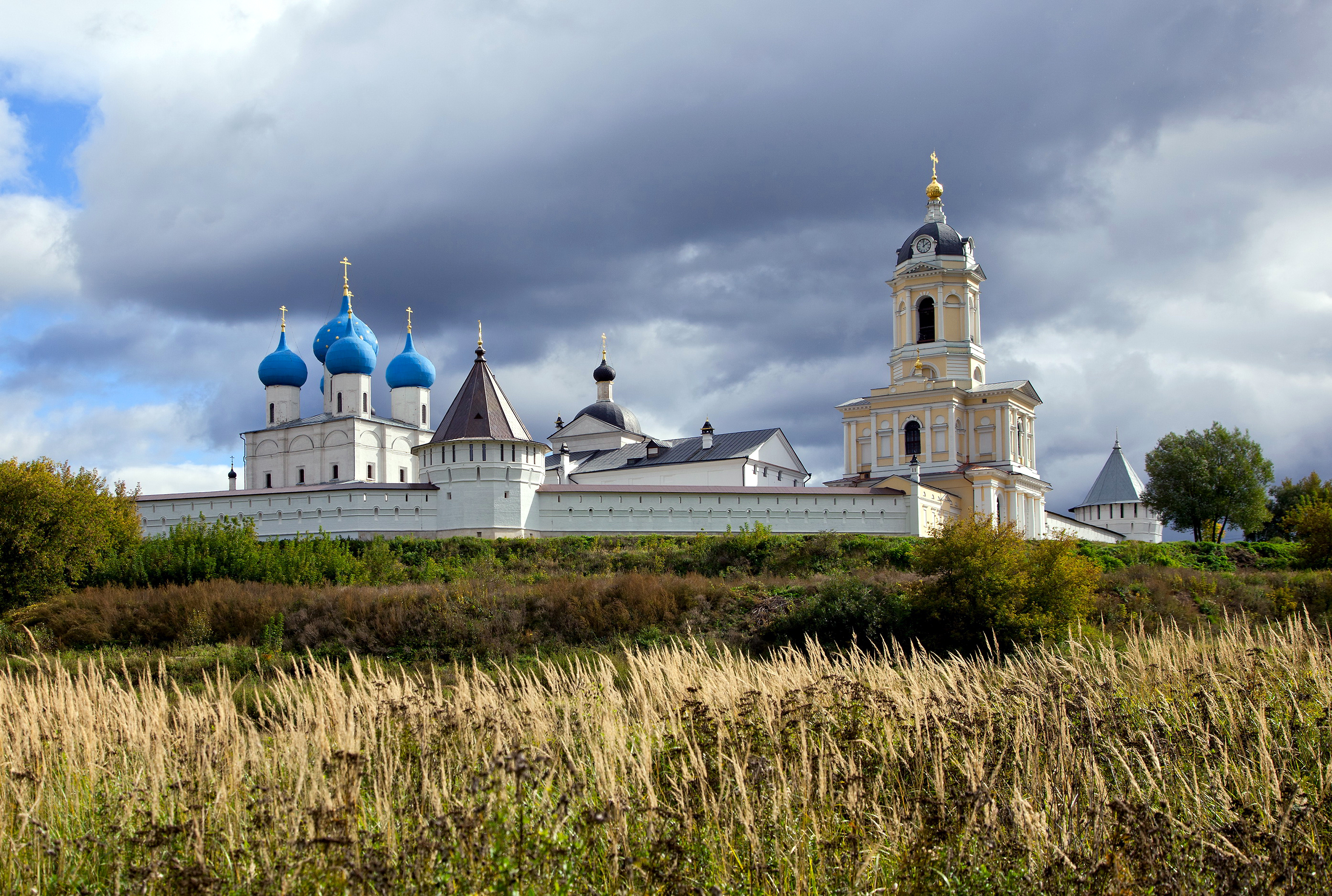
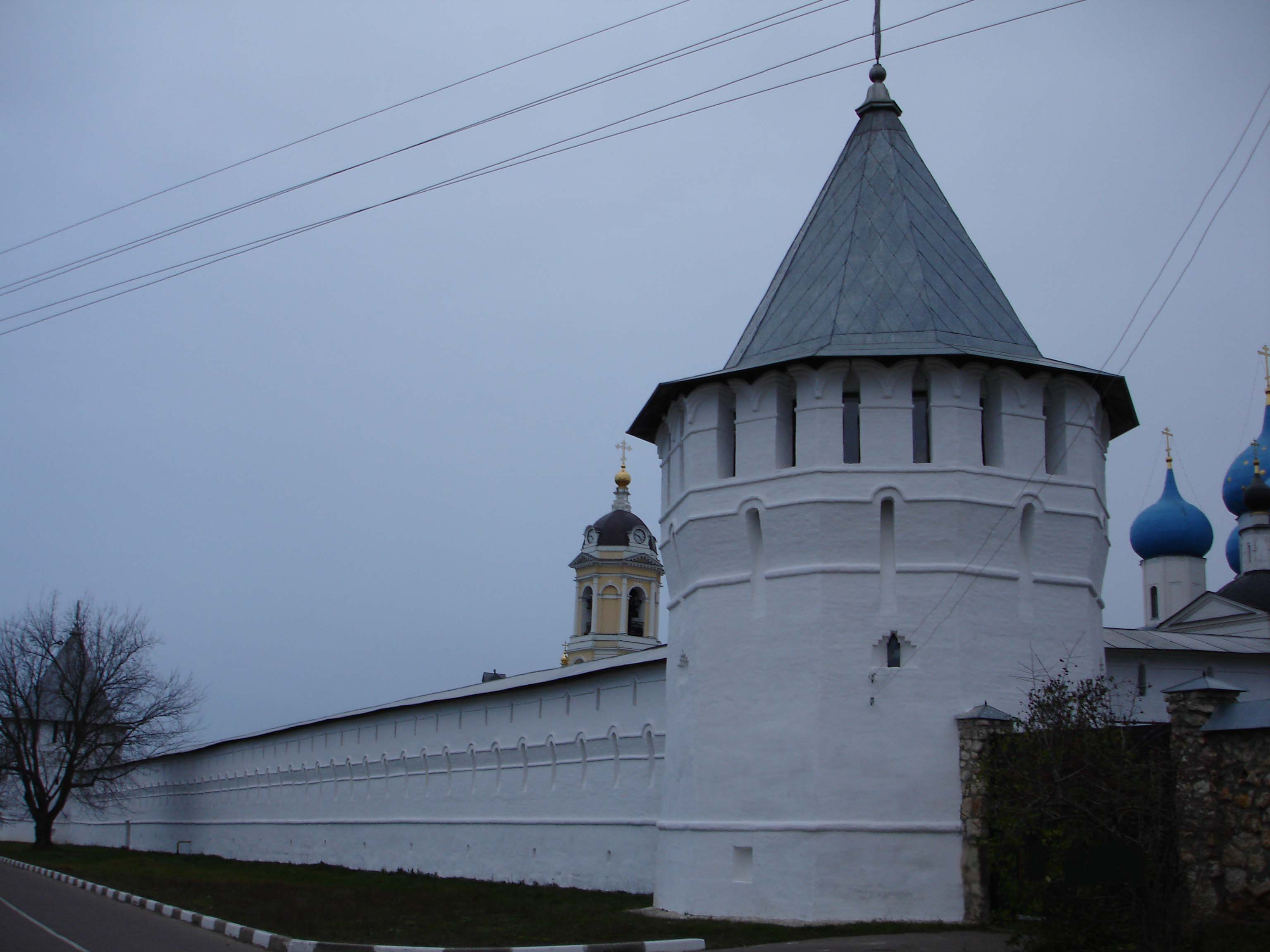
Стена и башня монастыря